# Giannina
Giannina ist ein weiblicher Vorname.

## Herkunft und Bedeutung
Der italienische Vorname ist die Verkleinerungsform von Giovanna. Weitere Varianten sind Gianna, Giovannetta, Gia und Vanna.

## Bekannte Namensträgerinnen
- Giannina Facio (* 1955), costa-ricanische Filmschauspielerin, Filmproduzentin und Sängerin
- Giannina Arangi-Lombardi (1891–1951), italienische Opernsängerin
- Giannina Chiantoni (1881–1972), italienische Schauspielerin
- Giannina Braschi (* 1953), puerto-ricanische Schriftstellerin und Wissenschaftlerin
- Giannina Erfany-Far (* 1987), deutsche Schauspielerin